# Coppa Anglo-Italiana 1995-1996
La Coppa Anglo-Italiana 1995-1996 (in inglese Anglo-Italian Inter-League Clubs Competition 1995-1996) fu la 19ª e ultima edizione del torneo. 
Detentore del trofeo è il Notts County. Le squadre partecipanti furono 16 (8 italiane e 8 inglesi). Il trofeo fu vinto dal Genoa.

## La fase eliminatoria a gironi
Da ciascun girone si qualificano alle semifinali le prime due squadre inglesi e le prime due squadre italiane.

### Girone A
- Ancona -  Birmingham City -  Cesena -  Genoa -  Luton Town -  Oldham Athletic -  Perugia -  Port Vale

| Squadra            | P.ti | G | V | N | P | GF | GS | DR |
| ------------------ | ---- | - | - | - | - | -- | -- | -- |
| 1. Birmingham City | 9    | 4 | 3 | 0 | 1 | 8  | 5  | +3 |
| 2. Genoa           | 8    | 4 | 2 | 2 | 0 | 7  | 2  | +5 |
| 3. Port Vale       | 8    | 4 | 2 | 2 | 0 | 9  | 5  | +4 |
| 4. Oldham Athletic | 5    | 4 | 1 | 2 | 1 | 2  | 1  | +1 |
| 5. Cesena          | 5    | 4 | 1 | 2 | 1 | 5  | 6  | -1 |
| 6. Perugia         | 3    | 4 | 1 | 0 | 3 | 7  | 9  | -2 |
| 7. Luton Town      | 3    | 4 | 1 | 0 | 3 | 7  | 10 | -3 |
| 8. Ancona          | 3    | 4 | 1 | 0 | 3 | 2  | 9  | -7 |

| Ancona 5 settembre 1995 1ª giornata | Ancona | 1 – 0 | Oldham Athletic | Stadio del Conero |

| Birmingham 5 settembre 1995 1ª giornata | Birmingham City | 2 – 3 | Genoa | St Andrew's |

| Cesena 5 settembre 1995 1ª giornata | Cesena | 2 – 2 | Port Vale | Stadio Dino Manuzzi |

| Luton 5 settembre 1995 1ª giornata | Luton Town | 1 – 4 | Perugia | Kenilworth Road |

| Genova 11 ottobre 1995 2ª giornata | Genoa | 4 – 0 | Luton Town | Stadio Luigi Ferraris |

| Oldham 11 ottobre 1995 2ª giornata | Oldham Athletic | 0 – 0 | Cesena | Boundary Park |

| Perugia 11 ottobre 1995 2ª giornata | Perugia | 0 – 1 | Birmingham City | Stadio Renato Curi |

| Burslem 11 ottobre 1995 2ª giornata | Port Vale | 2 – 0 | Ancona | Vale Park |

| Ancona 8 novembre 1995 3ª giornata | Ancona | 1 – 2 | Birmingham City | Stadio del Conero |

| Cesena 8 novembre 1995 3ª giornata | Cesena | 2 – 1 | Luton Town | Stadio Dino Manuzzi |

| Oldham 8 novembre 1995 3ª giornata | Oldham Athletic | 2 – 0 | Perugia | Boundary Park |

| Burslem 8 novembre 1995 3ª giornata | Port Vale | 0 – 0 | Genoa | Vale Park |

| Birmingham 13 dicembre 1995 4ª giornata | Birmingham City | 3 – 1 | Cesena | St Andrew's |

| Genova 13 dicembre 1995 4ª giornata | Genoa | 0 – 0 | Oldham Athletic | Stadio Luigi Ferraris |

| Luton 13 dicembre 1995 4ª giornata | Luton Town | 5 – 0 | Ancona | Kenilworth Road |

| Perugia 13 dicembre 1995 4ª giornata | Perugia | 3 – 5 | Port Vale | Stadio Renato Curi |

### Girone B
- Brescia -  Foggia -  Ipswich Town -  Reggiana -  Salernitana -  Stoke City -  Southend Utd -  West Bromwich

| Squadra          | P.ti | G | V | N | P | GF | GS | DR |
| ---------------- | ---- | - | - | - | - | -- | -- | -- |
| 1. Ipswich Town  | 10   | 4 | 3 | 1 | 0 | 7  | 3  | +4 |
| 2. Foggia        | 7    | 4 | 2 | 1 | 1 | 5  | 4  | +1 |
| 3. West Bromwich | 7    | 4 | 2 | 1 | 1 | 4  | 3  | +1 |
| 4. Salernitana   | 5    | 4 | 1 | 2 | 1 | 4  | 5  | -1 |
| 5. Stoke City    | 4    | 4 | 0 | 4 | 0 | 4  | 4  | 0  |
| 6. Brescia       | 3    | 4 | 0 | 3 | 1 | 3  | 4  | -1 |
| 7. Reggiana      | 2    | 4 | 0 | 2 | 2 | 3  | 5  | -2 |
| 8. Southend Utd  | 2    | 4 | 0 | 2 | 2 | 3  | 5  | -2 |

| Foggia 5 settembre 1995 1ª giornata | Foggia | 1 – 1 | Stoke City | Stadio Pino Zaccheria |

| Salerno 5 settembre 1995 1ª giornata | Salernitana | 0 – 0 | West Bromwich | Stadio Arechi |

| Ipswich 5 settembre 1995 1ª giornata | Ipswich Town | 2 – 1 | Reggiana | Portman Road |

| Southend-on-Sea 5 settembre 1995 1ª giornata | Southend Utd | 0 – 0 | Brescia | Roots Hall |

| Brescia 11 ottobre 1995 2ª giornata | Brescia | 2 – 2 | Ipswich Town | Stadio Mario Rigamonti |

| Reggio Emilia 11 ottobre 1995 2ª giornata | Reggiana | 1 – 1 | Southend Utd | Stadio Giglio |

| Stoke-on-Trent 11 ottobre 1995 2ª giornata                                                | Stoke City | 2 – 2                       | Salernitana | Victoria Ground |
| \| \| \| \| \| Peschisolido 4’ Wallace 46’ \| Marcatori \| 7’ (rig.) Amore 64’ Logarzo \| |            |                             |             |                 |
|                                                                                           |            |                             |             |                 |
| Peschisolido 4’ Wallace 46’                                                               | Marcatori  | 7’ (rig.) Amore 64’ Logarzo |             |                 |

| West Bromwich 11 ottobre 1995 2ª giornata | West Bromwich | 1 – 2 | Foggia | The Hawthorns |

| Foggia 8 novembre 1995 3ª giornata | Foggia | 0 – 1 | Ipswich Town | Stadio Pino Zaccheria |

| Salerno 8 novembre 1995 3ª giornata                         | Salernitana | 2 – 1     | Southend Utd | Stadio Arechi |
| \| \| \| \| \| Landini 6’, 53’ \| Marcatori \| 69’ Redis \| |             |           |              |               |
|                                                             |             |           |              |               |
| Landini 6’, 53’                                             | Marcatori   | 69’ Redis |              |               |

| Stoke-on-Trent 8 novembre 1995 3ª giornata | Stoke City | 1 – 1 | Brescia | Victoria Ground |

| West Bromwich 8 novembre 1995 3ª giornata | West Bromwich | 2 – 1 | Reggiana | The Hawthorns |

| Brescia 13 dicembre 1995 4ª giornata | Brescia | 0 – 1 | West Bromwich | Stadio Mario Rigamonti |

| Ipswich 13 dicembre 1995 4ª giornata                     | Ipswich Town | 2 – 0 | Salernitana | Portman Road |
| \| \| \| \| \| Molbray 5’ Gregory 83’ \| Marcatori \| \| |              |       |             |              |
|                                                          |              |       |             |              |
| Molbray 5’ Gregory 83’                                   | Marcatori    |       |             |              |

| Reggio Emilia 13 dicembre 1995 4ª giornata | Reggiana | 0 – 0 | Stoke City | Stadio Giglio |

| Southend-on-Sea 13 dicembre 1995 4ª giornata | Southend Utd | 1 – 2 | Foggia | Roots Hall |

## Semifinali nazionali

### Semifinali italiane
Le quattro squadre italiane qualificate dai gironi si sono affrontate in gara unica. Le partite si sono disputate il 10 e il 17 gennaio.
| Squadra 1 | Risultato       | Squadra 2   |
| --------- | --------------- | ----------- |
| Foggia    | 0 - 0 (1-2 dcr) | Cesena      |
| Genoa     | 0 - 0 (6-5 dcr) | Salernitana |

| Foggia 10 gennaio 1996                       | Foggia               | 0 – 0 (d.t.s.) | Cesena | Stadio Pino Zaccheria |
| \| \| \| \| \| \| Tiri di rigore 1 – 2 \| \| |                      |                |        |                       |
|                                              |                      |                |        |                       |
|                                              | Tiri di rigore 1 – 2 |                |        |                       |

| Genoa 17 gennaio 1996 | Genoa                | 0 – 0 (d.t.s.) referto                                         | Salernitana | Stadio Luigi Ferraris |
| \| \| \| \| \| Onorati Francesconi Nappi Ruotolo Montella Bortolazzi Pagliarini Torrente \| Tiri di rigore 6 – 5 \| Logarzo Rachini Cudini Pirri Ferrante G. Gattuso Iuliano Breda \| |                      |                                                                |             |                       |
| |                      |                                                                |             |                       |
| Onorati Francesconi Nappi Ruotolo Montella Bortolazzi Pagliarini Torrente | Tiri di rigore 6 – 5 | Logarzo Rachini Cudini Pirri Ferrante G. Gattuso Iuliano Breda |             |                       |

### Semifinali inglesi
Le quattro squadre inglese qualificate dai gironi si sono affrontate in gara unica. Le partite si sono disputate il 23 e il 30 gennaio.
| Squadra 1       | Risultato       | Squadra 2     |
| --------------- | --------------- | ------------- |
| Ipswich Town    | 2 - 4           | Port Vale     |
| Birmingham City | 2 - 2 (1-4 dcr) | West Bromwich |

| Ipswich 23 gennaio 1996 | Ipswich Town | 2 – 4 | Port Vale | Portman Road |

| Birmingham 30 gennaio 1996                   | Birmingham City      | 2 – 2 (d.t.s.) | West Bromwich | St Andrew's |
| \| \| \| \| \| \| Tiri di rigore 1 – 4 \| \| |                      |                |               |             |
|                                              |                      |                |               |             |
|                                              | Tiri di rigore 1 – 4 |                |               |             |

## Finali nazionali

### Finali italiane
Le due vincenti delle semifinali italiane si sono affrontate con gare di andata e ritorno (unico caso in questa edizione). La finale di andata si sono disputati il 31 gennaio e quella di ritorno l'8 febbraio.
| Squadra 1 | Totale | Squadra 2 | Andata | Ritorno |
| --------- | ------ | --------- | ------ | ------- |
| Cesena    | 0 - 5  | Genoa     | 0 - 4  | 0 - 1   |

| Cesena 31 gennaio 1996 | Cesena | 0 – 4 | Genoa | Stadio Dino Manuzzi |

| Genova 8 febbraio 1996 | Genoa | 1 – 0 | Cesena | Stadio Luigi Ferraris |

### Finali inglesi
Le due vincenti delle semifinali inglesi si sono affrontate con gare di andata e ritorno (unico caso in questa edizione). La finale di andata si è disputata il 24 febbraio, quella di ritorno il 5 marzo.
| Squadra 1     | Totale | Squadra 2 | Andata | Ritorno |
| ------------- | ------ | --------- | ------ | ------- |
| West Bromwich | 1 - 3  | Port Vale | 0 - 0  | 1 - 3   |

| West Bromwich 24 febbraio 1996 | West Bromwich | 0 – 0 | Port Vale | The Hawthorns |

| Burslem 5 marzo 1996 | Port Vale | 3 – 1 | West Bromwich | Vale Park |

## Finalissima
| Squadra 1 | Risultato | Squadra 2 |
| --------- | --------- | --------- |
| Genoa     | 5 - 2     | Port Vale |

| Arbitro: | Ilkka Koho |

|                                                |            |                |
| Ruotolo 14’, 54’, 65’ Galante 22’ Montella 39’ | Marcatori  | 69’, 84’ Foyle |
| Salvemini                                      | Allenatori | Rudge          |